# Shane Dawson
Shane Dawson (nacido como Shane Lee Yaw, el 19 de julio de 1988) es un comediante, actor, autor y youtuber estadounidense. Es conocido por hacer vídeos de conspiración con personajes recurrentes, imitaciones y parodias de populares vídeos musicales. En agosto de 2013, su canal principal era el 33.ª con más suscriptores de YouTube. Actualmente, con 22.4 millones de suscriptores. Dawson ha expandido su presencia en YouTube agregando un segundo canal para Vlogs y su serie "Ask Shane" y un tercer canal usando vídeos tomados de su iPhone. 
Hoy en día, Shane maneja dos canales en Youtube: ShaneDawson TV, donde monta cortos escritos por él, inspirándose en historias de su trágica infancia y adolescencia pero esta vez añadiendo su clásico y sarcástico humor. Por el alto costo de producción, Dawson se ve limitado a hacer aproximadamente un cortometraje anualmente. Su segundo canal, Shane, está dedicado para todas esas personas que quieren ver a un Shane más casual, probando comidas exóticas o realizando extraños experimentos. Monta videos de lunes a jueves, mientras que los viernes, CapnDesDes (Destery Moore) toma control de su canal con sus "Top 5".
Para agosto de 2018, Dawson cuenta con más de 8 millones de subscriptores en su segundo canal (ShaneDawsonTV) y 23 millones de subscriptores en su primer canal, Shane; sumando así más de 31 millones de suscripciones.

## Carrera
La carrera de Dawson comenzó cuando él vio que sus compañeros de clase entregaban videos en lugar de tareas. Shane decidió hacer lo mismo, por eso los primeros vídeos de Dawson en YouTube eran viejas tareas que él entregó durante la secundaria.
En noviembre de 2009, fue presentado en Attack of the Show!. En el 2010, la revista Forbes lo nombró el número 25 en la lista de celebridades más famosas de la web.
Cuando empezó a realizar videos tuvo ayuda de sus mejores amigos de la secundaria que eran de intercambio Humberto y Karem, que son sus mejores amigos hasta la fecha. Cuando se mudó a Los Ángeles, dejó atrás a sus compañeros pero aún siguen en contacto. Estos tres amigos de Dawson también tienen una cuenta en Youtube, donde hacen videos de todo tipo en los que Shane ha participado como invitado.
Su carrera se vio debilitada tras su participación en Dramagedon, su uso años atrás de black face, burlas hacia la comunidad negra y sus supuestos encuentros inapropiados con menores de edad. Actualmente se encuentra activo con su nueva serie de 3 partes llamada "The Haunting of Shane Dawson" [6].

## Programación
| Día       | Video               | Notas                                                                                     |
| --------- | ------------------- | ----------------------------------------------------------------------------------------- |
| Lunes     | "Ask Shane"         | Preguntas y respuestas de Shane Dawson por parte de fanes.                                |
| Miércoles | "HumpDay FunDay"    | Videos en donde se muestran las relaciones entre los personajes                           |
| Viernes   | "Behind The Scenes" | Video con bloopers y errores de grabación                                                 |
| Viernes   | "Viewer Orgy Party" |                                                                                           |
| Viernes   | "Shane and Friends" | Videos con segmentos donde aparecen diferentes personajes de Shane y youtubers invitados. |

Actualmente, Shane ya no utilizar su canal como una YouTuber medio. Sino que, en palabras suyas, pretende que su canal sea una plataforma como Netflix donde el usuario pueda ver diferentes series documentales; como su última serie The Mind of Jake Paul.

## Premios

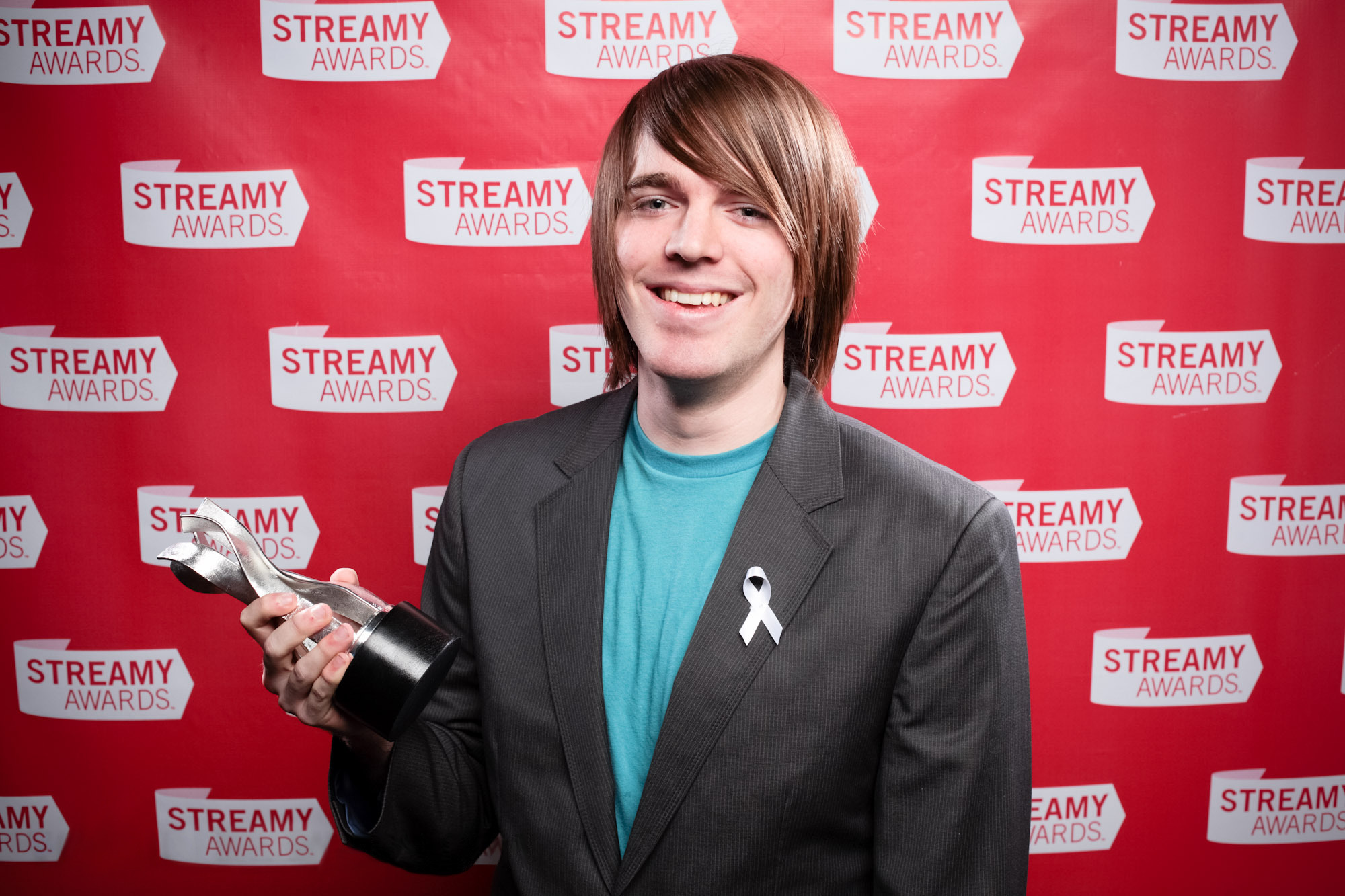
Shane Dawson en los Streamy Awards. (2010)

Shane Dawson ha sido nominado para los Teen Choice Awards 2010 junto con iJustine, Charles Trippy, Lucas CruikshanK (más conocido como Fred) y Greyson Chance; ganando el premio al Choice Web Star (estrella de la web por elección). También ganó en 2010 el premio a mejor Vlogger en los Streamy Awards.
| Año  | Categoría       | Premio             | Resultado |
| ---- | --------------- | ------------------ | --------- |
| 2010 | Best Vlogger    | Streamy Award      | Ganador   |
| 2010 | Choice Web Star | Teen Choice Awards | Ganador   |
| 2011 | Choice Web Star | Teen Choice Awards | Nominado  |

## Filmografía

### Películas
- Smiley (2012)
- Not Cool (2014)
- Smosh: The Movie (2015)

### Televisión
- The Chair (2014)
- Party Girl (2016)